# Tenzin Nyima Rinpotché
Tenzin Nyima Rinpotché est un maître bouddhiste tibétain, issu de la lignée Ripa, né en 1959. Fils du tertön Namkha Drimed Rinpotché, frère de Gyétrul Jigmé Rinpotché et de Khandro Tseyang Palmo. Il vit au Tibet.